# El Tormo (la Morera de Montsant)
El Tormo és una muntanya de 742 metres que es troba al municipi de la Morera de Montsant, a la comarca catalana del Priorat.